# Маршаллвілл (Огайо)
Маршаллвілл (англ. Marshallville) — селище (англ. village) в США, в окрузі Вейн штату Огайо. Населення — 789 осіб (2020).

## Географія
Маршаллвілл розташований за координатами 40°53′59″ пн. ш. 81°43′58″ зх. д. / 40.89972° пн. ш. 81.73278° зх. д. (40.899856, -81.732820).  За даними Бюро перепису населення США в 2010 році селище мало площу 1,48 км², уся площа — суходіл.

## Демографія
Згідно з переписом 2010 року, у селищі мешкало 756 осіб у 291 домогосподарстві у складі 222 родин. Густота населення становила 510 осіб/км².  Було 311 помешкання (210/км²).
Расовий склад населення:
| - 98,4 % — білих - 0,8 % — корінних американців - 0,3 % — чорних або афроамериканців |

До двох чи більше рас належало 0,5 %. Частка іспаномовних становила 0,5 % від усіх жителів.
За віковим діапазоном населення розподілялося таким чином: 24,1 % — особи молодші 18 років, 62,3 % — особи у віці 18—64 років, 13,6 % — особи у віці 65 років та старші. Медіана віку мешканця становила 39,3 року. На 100 осіб жіночої статі у селищі припадало 98,4 чоловіків;  на 100 жінок у віці від 18 років та старших — 97,9 чоловіків також старших 18 років.
Середній дохід на одне домашнє господарство  становив 60 316 доларів США (медіана — 56 042), а середній дохід на одну сім'ю — 67 793 долари (медіана — 61 500). За межею бідності перебувало 6,1 % осіб, у тому числі 7,5 % дітей у віці до 18 років та 1,7 % осіб у віці 65 років та старших.
Цивільне працевлаштоване населення становило 366 осіб. Основні галузі зайнятості: виробництво — 29,5 %, освіта, охорона здоров'я та соціальна допомога — 21,0 %, роздрібна торгівля — 11,5 %, транспорт — 6,8 %.